# Antiochos 3. af Seleukideriget
Antiochos 3. den Store (Megas) (ca. 241 f.Kr. – 187 f.Kr.) var konge af Seleukideriget 221 f.Kr. til 187 f.Kr.
Antiochos 3. var yngre søn af kong Seleukos 2. Kallinikos og dronning Laodike 2.. Han efterfulgte broderen Seleukos 3. Keraunos efter dennes mord under et felttog i Lilleasien. Antiochos 3. arvede en stat i opløsning, der krævede en stærk og aktiv hersker.
Han blev i 187 f.Kr. efterfulgt af sønnen Seleukos 4. Filopator og senere af den yngre søn Antiochos 4. Epifanes.